# (386723) 2009 YE7
(386723) 2009 YE7 – planetoida z grupy obiektów transneptunowych, należąca do Pasa Kuipera, zaliczana do rodziny planetoidy Haumea.

## Odkrycie i nazwa
Została odkryta przez Davida Rabinowitza 17 grudnia 2009 roku w Obserwatorium La Silla w Chile. (386723) 2009 YE7 jest pierwszym dużym obiektem Pasa Kuipera odkrytym w obserwatorium położonym na południowej półkuli Ziemi. Planetoida ta jeszcze nie ma własnej nazwy, a jedynie oznaczenie prowizoryczne i stały numer.

## Orbita
Orbita (386723) 2009 YE7 jest nachylona pod kątem 29,11° do ekliptyki, a jej mimośród wynosi 0,1467.
W 2020 roku planetoida znajdowała się w odległości ok. 50,67 au od Słońca. W 2164 roku przejdzie przez swoje peryhelium.

## Właściwości fizyczne

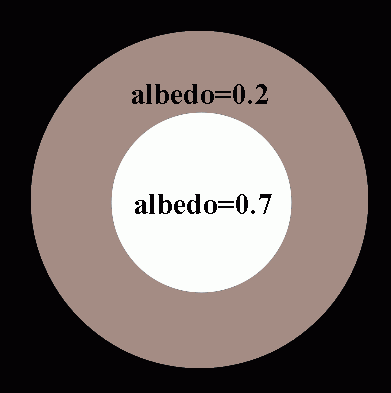
Różne wartości albedo będą oznaczać różną wielkość obserwowanego obiektu

Niewiele jak dotąd wiadomo o tym odległym obiekcie. Duża absolutna wielkość gwiazdowa, wynosząca ok. 4,3m kwalifikuje go do grupy kandydatów na planety karłowate. Średnica planetoidy (386723) 2009 YE7 na podstawie jej jasności szacowana jest na 219–612 km, co czyni ją jedną z większych odkrytych planetoid transneptunowych. Może się jednak okazać, że jest to ciało pokryte lodem o wysokim albedo, nawet ok. 0,8. Wtedy średnica planetoidy miałaby wielkość ok. 205 km.